# Винс Макман
Винсент Кенеди Макман (енгл. Vincent Kennedy McMahon) амерички је филмски продуцент, спикер, коментатор и бивши професионални рвач.

## Биографија
Рођен је 24. августа 1945. у Пајнхерсту (Северна Каролина). Винсов отац Џејмс (енгл. Vincent James McMahon) напустио је породицу кад је Винс још био беба, тако да је највећи део детињства провео са мајком која се неколико пута преудавала. Као дете је боловао од дислексије.
Године 1964. завршио је војну школу у Вејнсбороу у Вирџинији.
Са супругом Линдом, са којом има сина и ћерку, од 80-их година 20. века па до 2009. водио је фирму WWE (World Wretsling Entertainment).